# Myrmecophilus nonveilleri
Myrmecophilus nonveilleri är en insektsart som beskrevs av Sigfrid Ingrisch och Pavicevic 2008. Myrmecophilus nonveilleri ingår i släktet Myrmecophilus och familjen Myrmecophilidae. Inga underarter finns listade i Catalogue of Life.